# Grisolles, Aisne

Grisolles este o comună în departamentul Aisne din nordul Franței. În 1 ianuarie 2022 avea o populație de 230 de locuitori.